# HD 3970
HD3970 — хімічно пекулярна зоря спектрального класу F1, що має видиму зоряну величину в
смузі V приблизно  7.4.
Вона  розташована на відстані близько 604.0 світлових років від Сонця.